# دستور أرض البنط
دستور بونتلاند هو الوثيقة الحاكمية والإطار القانوني لمنطقة أرض البنط المتمتعة بالحكم الذاتي في الصومال. إنه القانون الأعلى الذي يوثق واجبات وسلطات وهيكل ووظيفة حكومة بونتلاند ، ولا يخضع إلا للدستور الفيدرالي الصومالي . الدستور الحالي ، الذي تم تبنيه في 18 أبريل 2012 ، هو الدستور الأول والوحيد الدائم لولاية أرض البنط.

## الدساتير

### 1998 الميثاق المؤقت
بدأ المندوبون الذين يمثلون مختلف العشائر المحلية بالوصول إلى جروي من أوائل مايو 1998 لافتتاح المؤتمر الدستوري في 15 مايو. تضمن تنظيم "اجتماع الجمعية" (مؤتمر المجتمع) ، الذي عُرف لاحقًا باسم (بالصومالية: "Shir-Beeleedka Dastuuriga ah ee Garowe")‏ (المؤتمر الدستوري لمجتمع جروي) ، تسجيل المندوبين وإقامتهم ، الذي قامت به لجنة تحضيرية نظمت المؤتمر بأكمله عملية وصياغة الميثاق بمساعدة مجموعة من المحامين الدستوريين الدوليين. شارك أكثر من 460 مندوبًا يمثلون مختلف العشائر والطبقات الاجتماعية. تم تبني ميثاق مؤقت في يوليو / تموز ، وانتُخب رئيس ونائب للرئيس ، إيذانًا بتأسيس دولة أرض البنط في الصومال.

### دستور عام 2001
اعتمد مجلس النواب في بونتلاند دستورًا انتقاليًا بتاريخ 05/06/2011. تماشيا مع المادة 28 ، تم تشكيل لجنة دستورية واقتراح دستور جديد. أفسح الدستور الانتقالي الطريق لصومال فيدرالي متوقع.
استند الدستور إلى الأحكام التالية:
- الشريعة الإسلامية
- نظام تبادل الأفكار واتخاذ القرار الجماعي
- تناسب السلطات الحكومية ؛ التنفيذية والتشريعية والقضائية
- لامركزية السلطة الحكومية
- نظام متعدد الأحزاب
- ضمان وجود الملكية الخاصة والسوق الحرة
- ضمان الحقوق الأساسية للفرد والحياة والأمن والاستقرار العام.

## الأحكام الدستورية الحالي في أرض البنط
اعتُمد دستور بونتلاند الحالي في 18 أبريل 2012. ومن بين 480 نائبا صوت 472 نائبا بالموافقة على مسودة الدستور. 

### العنوان الأول: "دولة بونتلاند ومبادئها التأسيسية"
- المادة 1 - الاسم والغرض
- المادة 2 - سيادة القانون
- المادة 3 - نظام الحكم
- المادة 4 - الشعب
- المادة 5 - التعداد
- المادة 6 - الأرض والحدود
- المادة 7 - اللغة
- المادة 8 - الدين
- المادة 9 - العاصمة
- المادة 10 - العلم والرمز والنشيد الوطني

### الباب الثاني: "الحقوق والضمانات الأساسية للفرد"
- الفصل الأول - الحقوق الفردية ووقفها
  - القسم 1 - الحقوق الفردية
  - القسم 2 - حالة استثناء الحريات الفردية
- الفصل الثاني - الحقوق الاجتماعية
  - القسم الأول - الأسرة
- الفصل الثالث - المواطنة والإجراءات الانتخابية '

### العنوان الثالث: "الاقتصاد"
- -     - المادة 46 - الغرض من النظام الاقتصادي
    - المادة 47 - النظام الاجتماعي والاقتصادي للمؤسسة الحرة
    - المادة 48 - الموارد الطبيعية
    - المادة 49 - حماية البيئة
    - المادة 50 دور الدولة في الاقتصاد
    - المادة 51 - شركات المحاصة
    - المادة 52 صفقات المال العام
    - المادة 53 تأميم الملكية الخاصة

### الباب الرابع: "هيكل الحكومة"
- الفصل الأول - الأجهزة الأساسية للدولة
  -     - المادة 54 النظام البرلماني
    - المادة 55 أجهزة الدولة الثلاثة
    - المــادة 56: انفصال الأعضاء
    - المــادة 57 - تعاون الأجهزة
- الفصل الثاني - الهيئة التشريعية
  - القسم الأول - مجلس النواب
  - القسم 2 - عملية تكوين القانون
- الفصل 3 - السلطة التنفيذية
- الفصل الرابع - القضاء
- الفصل الخامس - المؤسسات الأساسية الأخرى للدولة
  - القسم الأول - النيابة العامة
  - القسم 2 - مكتب الدفاع وتعزيز حقوق الإنسان
  - القسم 3 - المراجع العام
  - القسم 4 - السلطة الانتخابية
- الفصل 6 - الإدارة الإقليمية والمحلية
  - القسم 1 - الإدارة الإقليمية
  - القسم 2 - إدارات المنطقة

### العنوان الخامس: "حكومة بونتلاند الإدارية"
- الفصل الأول - الخدمة المدنية
- الفصل الثاني - المالية العامة

### الباب السادس: "سيادة وإصلاح الدستور"
- المادة 133 - غلبة الدستور
- المادة 134 - الإصلاحات الدستورية
- المادة 135 مواءمة هذا الدستور مع الدستور الاتحادي
- المادة 136 تنفيذ الدستور